# Symeon I
Symeon I Wielki (bułg. Цар Симеон Велики) (ur. 866, zm. 27 maja 927) – władca Bułgarii w latach 893–927, car bułgarski od 913, trzeci z synów Borysa I Michała i jego żony Marii. Najwybitniejszy przedstawiciel dynastii Kruma.
Podczas swego panowania Symeon odniósł szereg zwycięstw nad Bizantyńczykami, Madziarami i Serbami, co pozwoliło mu znacznie poszerzyć terytorium bułgarskie, czyniąc z Bułgarii najpotężniejsze państwo we wschodniej Europie. Bułgaria Symeona rozciągała się między morzami: Egejskim, Czarnym, a Adriatykiem, a nowa stolica Presław rywalizowała o pierwszeństwo z Konstantynopolem. Czasy jego panowania są również okresem niezwykłego rozkwitu kulturalnego Bułgarii i są nazywane złotym wiekiem kultury bułgarskiej.

## Życiorys

### Wczesne lata
Symeon urodził się w 866 w okresie chrystianizacji Bułgarii. Był trzecim synem Borysa I i Marii. Wychowywał się jako królewski zakładnik w Konstantynopolu. Studiował na tamtejszym uniwersytecie mieszczącym się w pałacu Magnaura, stając się biegłym znawcą greki, rozmiłowanym w dziełach Arystotelesa i Demostenesa; w późniejszych latach miał poszerzyć swe zainteresowania o Ojców Kościoła. W 886 roku powrócił do kraju i wstąpił do klasztoru. Wolą ojca wyznaczony został do stanu duchownego i objęcia godności głowy Kościoła bułgarskiego. W latach następujących po powrocie z Bizancjum poświęcił się całkowicie działalności pisarskiej.
W 889 roku ojciec zrzekł się władzy na rzecz najstarszego syna Włodzimierza. Reakcja pogańska pod rządami Włodzimierza skłoniła Borysa w 893 roku do opuszczenia klasztoru, zebrania swoich stronników i zrzucenia z tronu najstarszego syna. Włodzimierz został oślepiony i zamknięty w klasztorze, gdzie niedługo potem zmarł. Ojciec osadził na tronie Symeona. Zwołany specjalnie w tym celu do Presławia wielki zjazd dostojników świeckich i kościelnych zatwierdził nowego władcę, unieważniając jego śluby zakonne. Po zjeździe przeniesiono też stolicę państwa z przesiąkniętej tradycjami pogańskimi Pliski do Presławia. Po uporządkowaniu spraw państwa stary książę powtórnie schronił się do klasztoru.

### Pierwsza wojna z Bizancjum i z Węgrami

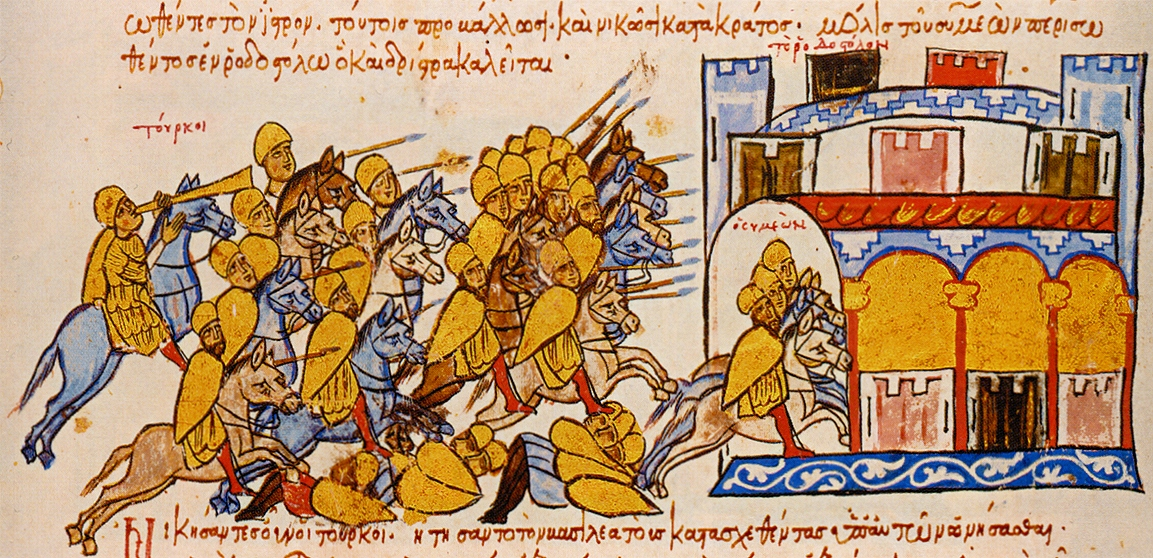
Madziarzy ścigają wojska bułgarskie

Objęcie władzy przez młodego księcia, Symeon liczył sobie 27 lat, spróbował wykorzystać cesarz bizantyński Leon VI Filozof. Cesarz zarządził przeniesienie targowiska bułgarskiego z Konstantynopola do oddalonej od portów czarnomorskich Tesaloniki. Bułgarzy w IX wieku coraz bardziej uzależniali się od głównego eksportowego rynku zbytu na swe towary (wino, bydło, zboże, drewno budulcowe) jakim stawał się Konstantynopol. Jednocześnie z Konstantynopola importowali bizantyńskie i wschodnie wyroby: farbowany jedwab, klejnoty, porcelanę, korzenie. Kryzys wybuchł gdy logoteta dromu Stylianos Zautzes namówił dwóch kupców greckich do stworzenia monopolu dla handlu greckiego z Bułgarami. Kupcy przenieśli swe składy do Tesaloniki, gdzie zostały one dodatkowo obłożone wysokim cłem.
Symeon zażądał odszkodowania za poniesione straty, a gdy to nie przyniosło rezultatu w 894 roku najechał Trację i rozbił armię bizantyńską. Musiał jednak szybko zawrócić na północ, Leon VI przeprowadził bowiem na tyłach Bułgarów skuteczną akcję dywersyjną, przeprawiając przy wykorzystaniu własnej floty przez Dunaj koczownicze plemiona Madziarów. Najeźdźcy w dwóch bitwach pokonali wojska Symeona, który schronił się w naddunajskiej Drystrze, i dotarli za cofającymi się Bułgarami aż po Pliskę i Presław. W tym czasie wódz bizantyński Nicefor Fokas (dziadek cesarza Nicefora II Fokasa) zajął południową część Bułgarii, podczas gdy drungarios floty cesarskiej Eustacjusz zablokował ujście Dunaju. W tej sytuacji książę Borys po raz ostatni zdecydował się opuścić klasztor, zebrał wojsko i w trzeciej bitwie rozbił Madziarów i wyparł ich za Dunaj.

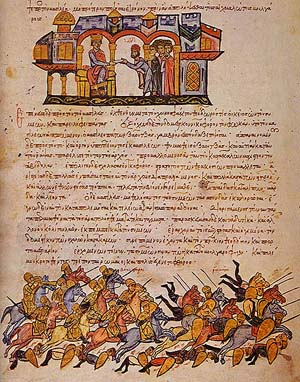
Bułgarzy zwyciężają armię bizantyńską pod Bulgarofygon. 896.

Wybawiony z opresji Symeon podjął rokowania z Leonem, łudząc go obietnicami zawarcia korzystnego pokoju, jednocześnie zwrócił się o pomoc do Pieczyngów, ludu zamieszkującego stepy nadczarnomorskie. Wiosną 896 roku Pieczyngowie wykorzystując nieobecność głównych sił madziarskich, które wyruszyły na wyprawę łupieżczą, zaatakowali wspólnie z Bułgarami siedziby madziarskie w Besarabii i zmusili Madziarów do wycofania się na Równinę Panońską. Zapewniwszy sobie spokój na północy Symeon mógł wznowić działania przeciw Bizancjum. Jeszcze w tym samym roku w bitwie pod Bulgarofygon (obecnie Babaeski, we wschodniej Tracji) rozgromił wojska greckie i narzucił Bizantyńczykom korzystny dla siebie traktat pokojowy. Kupcy bułgarscy wrócili do Konstantynopola, a cesarstwo zobowiązane zostało do składania Bułgarom podarków w granicznym mieście Dewelcie.

### Lata pokoju
Następne piętnaście lat upłynęło na ogół w spokoju. Raz tylko w 904 roku, wykorzystując najazd arabskiej floty korsarskiej na wybrzeża greckie, zakończony zdobyciem i złupieniem Tesaloniki (31 lipca 904), Symeon najechał ziemie cesarskie wcielając do Bułgarii ziemie nad Strandżą, twierdzę Woden wraz z okolicą, ziemie nad dolnym Wardarem i znaczne obszary w Albanii. Graniczne słupy bułgarskie zostały wówczas wbite w odległości 20 kilometrów od Tesaloniki.
Symeon podjął w tych latach zamierzony na wielką skalę program rozbudowy nowej stolicy – Presławia. Według relacji współczesnego mu pisarza Jana Egzarchy przybywającego do miasta oszałamiał widok licznych wielkich cerkwi, marmurowych pałaców, fresków przedstawiających niebo i gwiazdy, słońce, księżyc a także kwiaty, drzewa i ryby. Pośród tych wszystkich wspaniałości zasiadał na tronie Symeon w szacie gęsto szytej perłami, z naszyjnikiem z medali na szyi, z bransoletami na rękach, w purpurowym pasie i z pozłacanym mieczem u boku. Jan Egzarcha zauważa jeszcze, że prosty bułgarski wieśniak, któremu dane było zobaczyć wszystkie te cuda, z trudem wracał do swego domostwa, ale też długo i z zapałem opowiadał potem swym bliskim o cudach nowej stolicy Symeona.

### Car Romejów

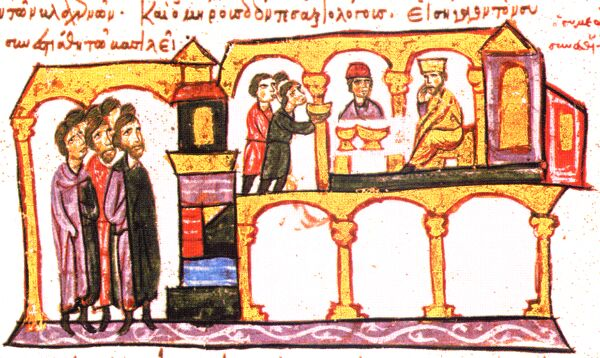
Symeon I i Konstantyn VII na uczcie

Kolejna wojna wybuchła w 913 roku. Bezpośrednią przyczyną konfliktu była odmowa zapłaty daniny rocznej przez cesarza Aleksandra, następcę Leona VI. Po śmierci Aleksandra, wykorzystując trudności regentów, sprawowanej w imieniu 7-letniego Konstantyna VII, którzy musieli walczyć z pretendentami do tronu, Symeon wkroczył na ziemie cesarstwa i w sierpniu 913 roku stanął pod murami Konstantynopola. Celem bułgarskiego władcy nie była tym razem grabież czy podbój nowych ziem lecz zdobycie korony cesarskiej. Symeon, zwany przez Bizantyńczyków pół-Grekiem, pojętny uczeń swych greckich mistrzów, rozumiał, że może istnieć tylko jedno Cesarstwo rzymskie (Romejskie). Podjął więc próbę zastąpienia starego cesarstwa opartego na Grekach – nowym, uniwersalnym, bo obejmującym wszystkie ludy żyjące na Bałkanach, pod berłem Bułgarów.

Jeżeli jednak śmiałością swoich zamiarów przerósł swoich poprzedników, wkrótce miał się przekonać, że przyjdzie mu podzielić ich los, los tych którzy targnęli się na najpotężniejszą twierdzę ówczesnego świata. Regent, patriarcha Konstantynopola, Mikołaj Mistyk próbował powstrzymać Symeona, eks-brata w Chrystusie, listami, które pisał raczej łzami niż atramentem. Stolica była jednak dobrze przygotowana do obrony i ta okoliczność skłoniła Symeona do podjęcia pertraktacji z rządem bizantyńskim. Symeon został uroczyście przyjęty na dworze cesarskim przez patriarchę Mikołaja. Bizantyńczycy musieli uznać przewagę Symeona. Regent cesarstwa, przystał na daleko idące ustępstwa, a właściwie skapitulował przed potężnym władcą Bułgarii. Na dworze cesarskim wydano ucztę na cześć cara Symeona i jego synów, a Mikołaj Mistyk dokonał symbolicznej ceremonii koronacji. W asyście innych członków regencji włożył mu na głowę zamiast diademu własne omophorion. 

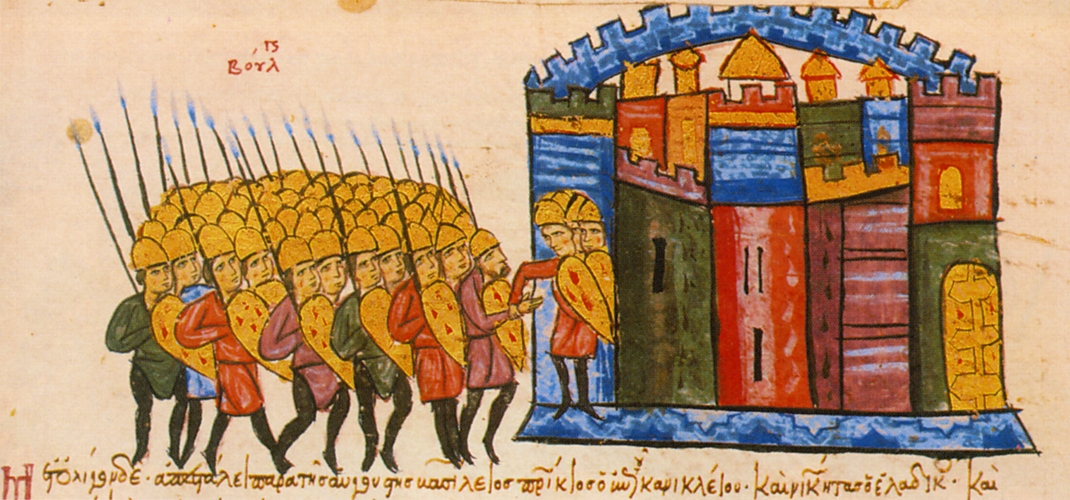
Zdobycie przez Bułgarów Adrianopola w 914 roku

 Wprawdzie nie został tym samym uznany za współcesarza, a jedynie za basileusa (cesarza) Bułgarów. Mógł jednak liczyć, że znajduje się blisko zamierzonego celu skoro rząd bizantyński zobowiązał się ożenić młodego Konstantyna Porfirogenetę z jedną z jego córek. Jako teść małoletniego cesarza i sam nosząc tytuł cesarski mógł stać się faktycznym władcą Bizancjum. Po podpisaniu traktatu Symeon powrócił ze swoją armią do Bułgarii.
Niekorzystny traktat stał się przyczyną upadku regenta. Nowy rząd, na czele którego stanęła cesarzowa matka Zoe Karbonopsina odmówił zatwierdzenia układów zawartych przez poprzednika i uznał koronację Symeona za nieważną. W odpowiedzi Symeon ponownie najechał cesarstwo. We wrześniu 914 opanował Adrianopol, w latach następnych spustoszył okolice Tesaloniki i Dyrrachionu w Albanii. Przybrał teraz tytuł cesarza Rzymian (βασιλεὺς ΄Ρωμέων – basileus Rōmeōn) zgłaszając tym samym pretensję do władzy nad Bizancjum i zażądał by ludność grecka uznała go za swego władcę

### Zwycięstwo nad Acheloos

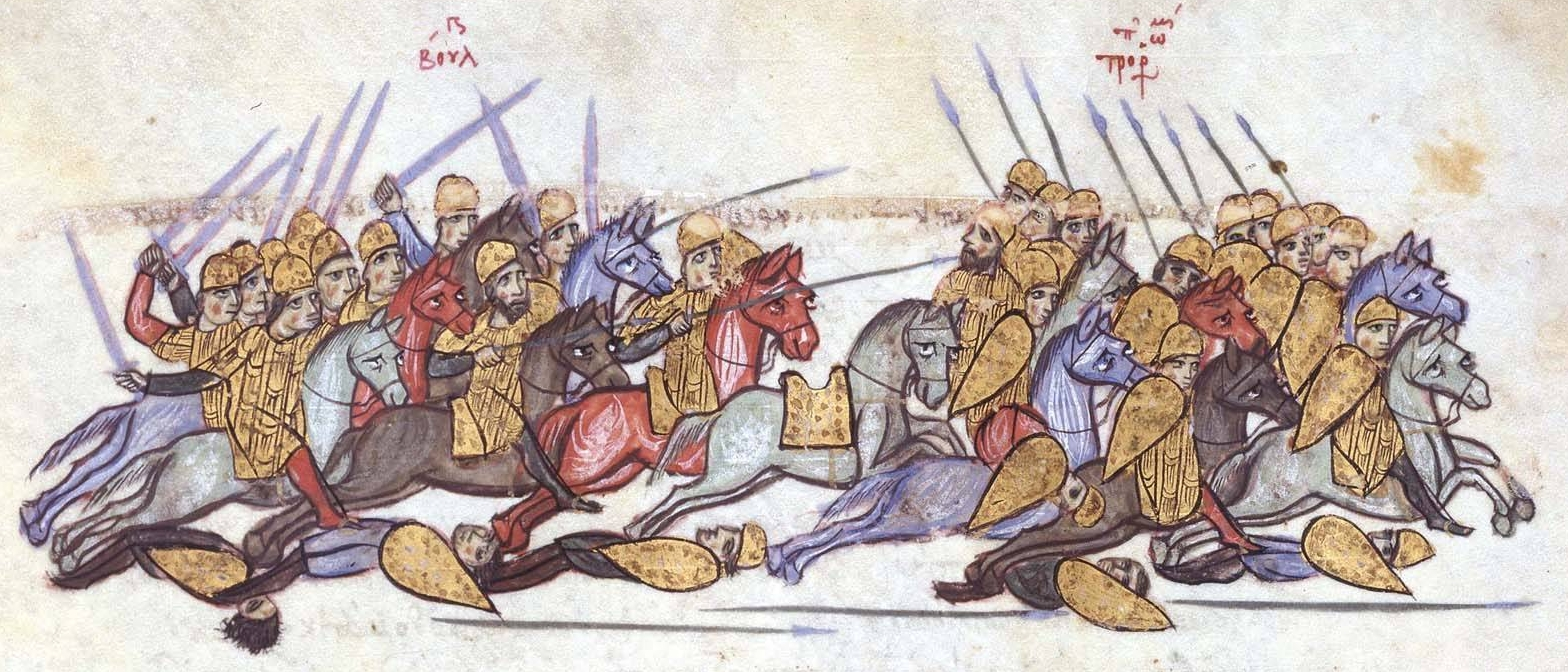
Bułgarskie zwycięstwo nad rzeką Acheloos w 917 roku

Cesarstwo zdobyło się na kontruderzenie dopiero w 917 roku. Strateg Chersonezu – Gotii krymskiej, Jan Bugas, zawarł wtedy z upoważnienia cesarzowej pakt z Pieczyngami, zajmującymi południową część obecnej Ukrainy. Pieczyngowie zobowiązali się do dywersji na północnej granicy bułgarskiej, co miało umożliwić Bizancjum koncentrację armii w Tracji. Jednocześnie zawarto układ z emirami arabskimi zapewniający pokój na granicy wschodniej i umożliwiający przerzucenie przeciw Bułgarom wojsk z Anatolii pod wodzą Leona Fokasa. Pieczyngowie ostatecznie wycofali się z udziału w wojnie zrażeni trudnościami jakie czynił im drungarios floty cesarskiej Roman Lekapen. 

Mapa przedstawiająca przebieg bitwy nad Achelo

Symeon po skoncentrowaniu sił na równinie położonej między Messembrią a Anchialos mógł pozwolić wojskom bizantyńskim przekroczyć granicę i spokojnie czekać na nich na wybranym przez siebie terenie. 20 sierpnia 917 roku nad rzeką Acheloos rozegrała się decydująca bitwa. W trakcie bitwy car umiejętnie wykorzystał ukryte rezerwy do zadania decydującego ciosu na flankę przeciwnika. Dzięki udanemu manewrowi na flance Bułgarzy odcięli Grekom możliwość odwrotu na południe. Armia bizantyńska została okrążona i doszczętnie rozbita. Jej naczelny wódz ratował się ucieczką do pobliskiej Messembrii. Reszta armii została zniszczona w kolejnej bitwie pod Katasyrtą u bram Konstantynopola. Armia wysłana w tym samym roku do Serbii strąciła z tronu serbskiego sprzymierzeńca Bizancjum Piotra Gojnikovicia. W jego miejsce osadzono stronnika bułgarskiego Pawła Branovicia. W 918 roku Symeon spustoszył północną i środkową Grecję i dotarł do Zatoki Korynckiej.
Tymczasem to co nie powiodło się Symeonowi osiągnął drungarios (admirał) floty cesarskiej Roman Lekapen. Po klęskach w walce z Bułgarami usunął w zręczny sposób cesarzową Zoe. W maju 919 roku młody cesarz Konstantyn poślubił jego córkę, a nowy regent otrzymał tytuł basileopatora. We wrześniu 920 roku zięć obdarzył go godnością cezara a w grudniu uczynił współcesarzem. Powodzenie Lekapena stanowiło cios dla zamierzeń cara Bułgarii. Patriarcha Mikołaj Mistyk w listach pisanych do Symeona starał się ułagodzić jego zawód. Symeon świetnie jednak zdawał sobie sprawę, że jeśli Lekapen utrzyma się w roli cesarskiego opiekuna, jego plany skazane są na niepowodzenie. Żądał więc złożenia z tronu rywala, dopóki jednak nie opanował Konstantynopola nie miał co liczyć na realizację swych żądań. Wprawdzie władca Bułgarów nadal pustoszył Trację. W 921 roku dotarł do Dardaneli, opanował półwysep Gallipoli i próbował wkroczyć do Azji Mniejszej aby zdobyć twierdzę Lampsak, jednocześnie druga armia bułgarska podeszła pod Konstantynopol i rozbiła stawiającą jej opór armię bizantyńską. W 923 roku ponownie zdobył Adrianopol. 

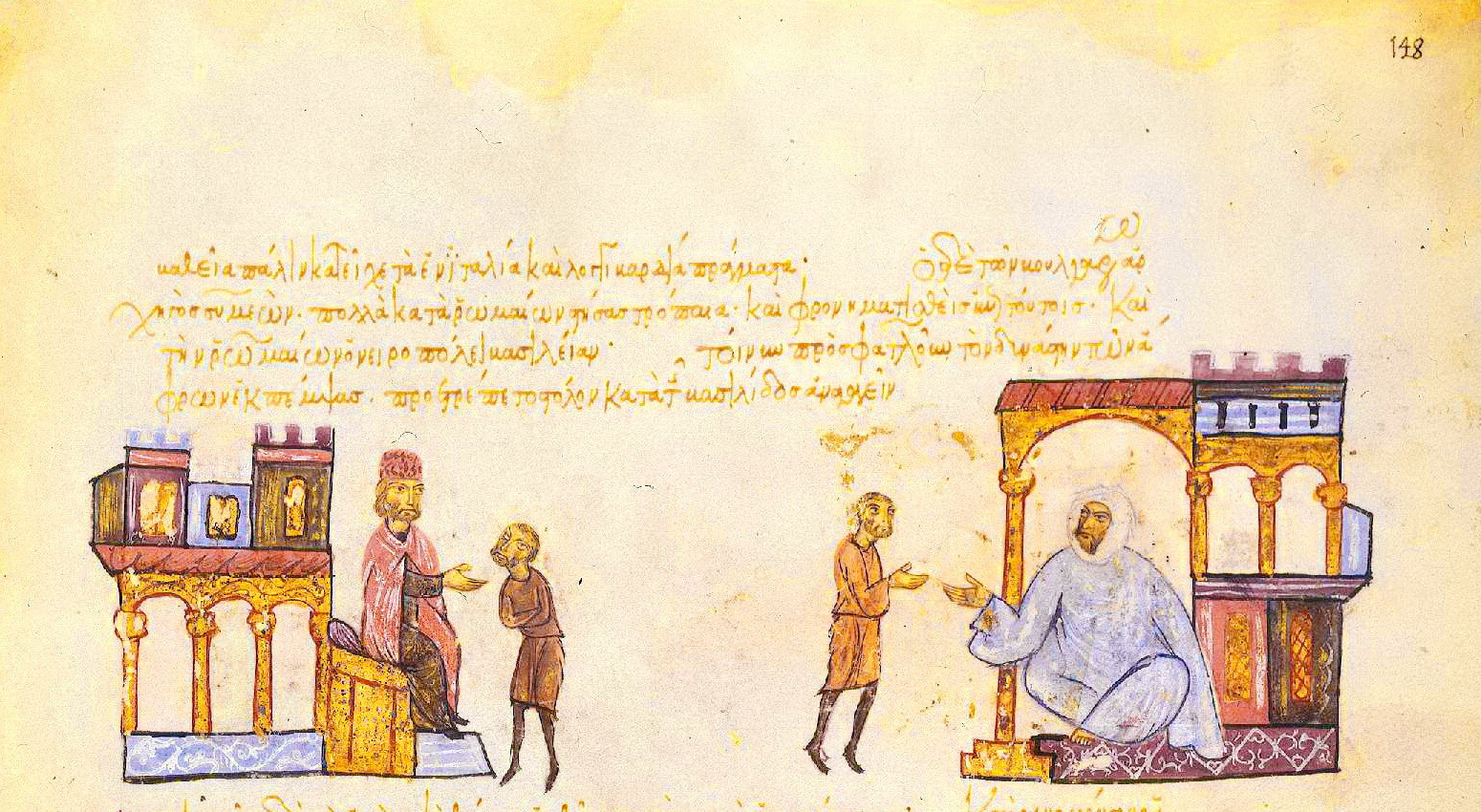
Symeon wysyła posłów na dwór arabskich Fatymidów

Nie umiał jednak zdobyć Konstantynopola. Przede wszystkim nie rozporządzał flotą konieczną do zdobycia tak potężnej twierdzy. Zawarł wprawdzie sojusz z Arabami z Egiptu co do wspólnego szturmu na mury miasta. Lekapenowi udało się jednak pokrzyżować te plany przelicytowując cara podarkami i obietnicą regularnych danin. W 924 roku Symeon ponownie obległ królową miast musiał jednak uznać, że jego potęga sięga tylko murów miasta, a dalej jest bezsilna. Jesienią 924 roku Symeon zmuszony był zawrzeć pokój z Bizancjum, kolejna próba opanowania stolicy cesarstwa zakończyła się niepowodzeniem. Zażądał wówczas osobistego spotkania z cesarzem Lekapenem. Cesarz bizantyński potwierdził tytuł cesarski Symeona, uznając w nim cara Bułgarów. Jednocześnie Roman uznał Symeona za swego brata, a nie jak dotąd syna cesarza Romejów.
W Bizancjum pogodzono się aczkolwiek niechętnie z istnieniem Cesarstwa Bułgarów. Wprawdzie w liście pisanym w 925 roku Lekapen energicznie protestował przeciwko używaniu przez Symeona tytułu cesarza Bułgarów i Romajów, ale w kolejnym wyjaśnia, że kwestionował pretensje Symeona do korony rzymskiej, ale nie jego prawa do godności cesarskiej jako takiej. Z drugiej strony przyjęty przez Symeona tytuł (βασιλεὺς Βουλγάρων καὶ ΄Ρωμαίων – basileus Boulgarōn kai Rōmaiōn) pozostawał jedynie demonstracją tak długo jak długo nie był on w stanie potwierdzić swych pretensji czynem.

### Podbój Serbii

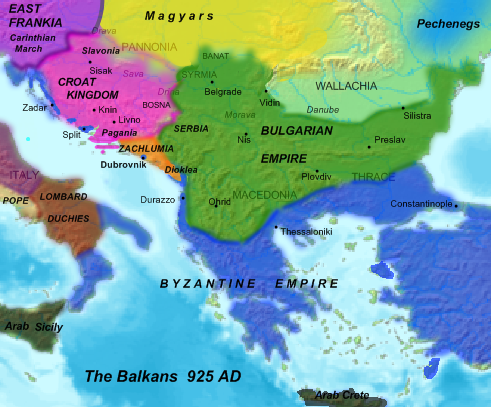
Mapa Bułgarii w okresie największego rozwoju terytorialnego państwa za panowania cara Symeona

Symeon musiał również zrezygnować z dalszego zdobywania Konstantynopola ze względu na trudności na zachodniej granicy. Już w 920 roku cesarz Roman Lekapen podjął próbę osadzenia na tronie serbskim własnego pretendenta Zachariasza Pribislavovicia. Ustanowiony przez Symeona Paweł Branović pokonał go, po czym przeszedł na stronę bizantyńską. Car Symeon nie pozostawił spraw w Serbii samym sobie. Zrzucił Branovicia z tronu i osadził na nim niedawnego pretendenta bizantyńskiego Zachariasza. Dyplomacji bizantyńskiej udało się jednak również jego przeciągnąć do swojego obozu. Pamiętając o dobrodziejstwach cesarza Romejów – jak pisze Konstanty Porfirogeneta – Zachariasz przeszedł na stronę Bizancjum. Ostatecznie to Bułgaria, a nie odległe cesarstwo, groziła wówczas istnieniu Serbii. Aby zapewnić sobie spokój na zachodzie Symeon wysłał w 924 roku armię do Serbii. Zachariasz pokonał ją, a głowy pokonanych wodzów bułgarskich odesłał jako trofeum do Konstantynopola. Tryumf Zachariasza był jednak krótkotrwały. Po zawarciu pokoju z Bizancjum do Serbii wkroczyła nowa wielka armia bułgarska, prowadząc nowego pretendenta do tronu serbskiego Czasława Klonimirovicia. Zachariasz zbiegł do Chorwacji, a Bułgarzy uwięzili żupanów serbskich, którzy przybyli do obozu bułgarskiego powitać nowego władcę. Serbia została spustoszona i przyłączona do Bułgarii.
Aby definitywnie wyjaśnić sytuację na swej zachodniej granicy w 926 roku Symeon wysłał armię pod wodzą Alogobatura do Chorwacji, wspierającej Serbię w walkach przeciw Bułgarii. Armia bułgarska poniosła jednak w Chorwacji dotkliwą klęskę i Symeon był zmuszony zawrzeć za pośrednictwem legata papieskiego pokój z Chorwatami.

### Nagła śmierć
Teraz Symeon mógł już bez przeszkód zająć się decydującą wyprawą przeciwko Bizancjum. Odnowił garnizony w Tracji. Podburzył plemiona słowiańskie przeciw cesarstwu. W trakcie przygotowań do wojny zmarł jednakże, 27 maja 927 roku.
Apokryficzna opowieść bizantyńska podaje, że w maju 927 roku astrolog cesarski przepowiedział Romanowi Lekapenowi, że nić żywota Symeona związana jest z istnieniem jednej z kolumn na forum Konstantynopola. Zdesperowany cesarz nakazał wyłamać kolumnę z forum. O tej samej godzinie car Symeon zmarł na atak serca.

## Ojciec chrześcijańskiej kultury bułgarskiej

### Misje. Piśmiennictwo chrześcijańskie

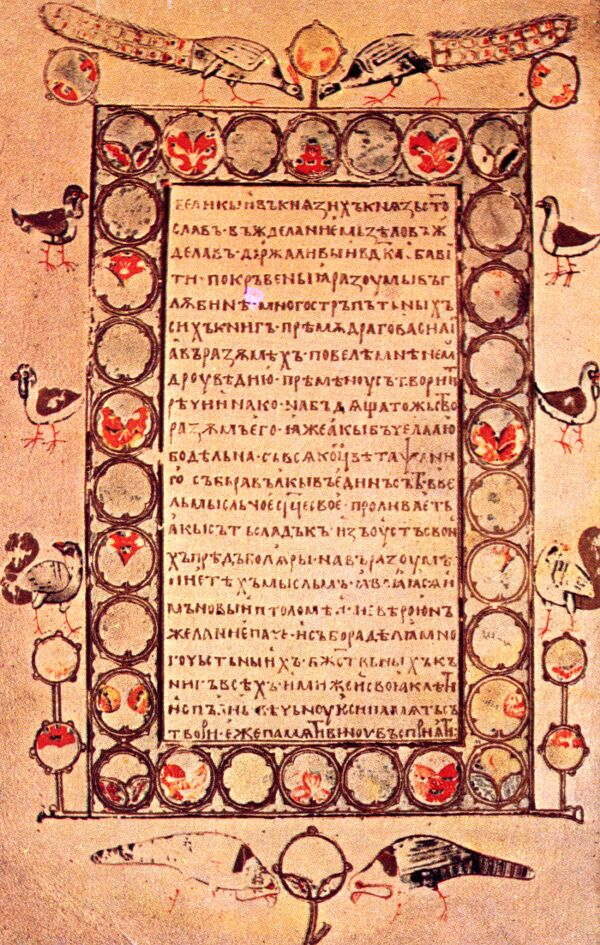
Pochwała Symeona

Za panowania Symeona wielkiego rozmachu nabrała działalność Klemensa z Ochrydy ucznia Cyryla i Metodego, pod koniec panowania Borysa I wysłanego w celu prowadzenia ewangelizacji na niedawno przyłączonych do Bułgarii ziemiach obecnej Albanii, do okręgu Dewol, między Jeziorem Ochrydzkim a Adriatykiem. Po objęciu władzy w 893 roku Symeon mianował Klemensa biskupem Weliki (Debricy) z siedzibą w Ochrydzie. W następnych latach w rejonie Jeziora Ochrydzkiego zogniskowała się apostolska, literacka i nauczycielska działalność Klemensa. Klemens w ciągu niemal trzydziestu lat swojej pracy wykształcił około 3500 uczniów, oprócz działalności nauczycielskiej wypełniał obowiązki administratora diecezji, wzniósł szereg cerkwi, odbywał liczne podróże misyjne po prowincji macedońskiej. Ponieważ Cyryl i Metody przetłumaczyli na język słowiański jedynie część Pisma Świętego i ksiąg liturgicznych dokonał przekładów niezbędnych tekstów. Pozostawił też po sobie kazania i homilie, biografię Cyryla i Metodego oraz eulogie świętych. Symeon wysłał Klemensowi do pomocy przebywającego dotąd w Plisce Nauma. Po ośmioletniej działalności nauczycielskiej Naum osiadł w założonym przez siebie klasztorze Świętych Archaniołów nad Jeziorem Ochrydzkim. Naum zmarł ok. 910 roku, Klemens w 916 roku. Dzięki ich ogromnemu wysiłkowi Ochryd stał się głównym ośrodkiem słowiańskiej kultury chrześcijańskiej.
Niezależnie od ośrodka w Ochrydzie, w Presławiu, stolicy Symeona, wyrosła znakomita szkoła pisarzy chrześcijańskich. W odróżnieniu od Klemensa i jego uczniów posługujących się głagolicą, alfabetem stworzonym przez Konstantyna, pisarze presławscy posługiwali się cyrylicą nieznacznie różniącą się od alfabetu Konstantyna. Ostatecznie to z cyrylicy, uznanej przez cara Symeona za oficjalny alfabet bułgarski miał się rozwinąć współczesny alfabet bułgarski. Pisma Klemensa na polecenie cara przepisano w cyrylicy. Do wybitnych przedstawicieli szkoły presławskiej oprócz samego Symeona należą: Konstantyn Presławski autor Ewangeliarza pouczającego (Uczitełno ewangelie) i Czterech słów przeciwko arianom, Czernorizec Chrabyr znany z powodu swego niewielkiego traktaktu O literach (O pismenach) i Jan Egzarcha autor homilii i kazań oraz dzieła o sześciu dniach stworzenia (Szestodnew).

### Działalność literacka Symeona
Symeonowi przypisywany jest tzw. Złatostroj, tłumaczenie z zaginionego oryginału greckiego mów i kazań św. Jana Złotoustego. Z jego imieniem łączy się również inny zbiór mów i pouczeń z różnych autorów greckich, chociaż głównie z Jana Złotoustego, dotyczący spraw dogmatycznych. Zbiór zachował się jedynie w kopii staroruskiej wykonanej w 1076 roku. Na zamówienie Symeona powstał Sbornik cara Symeona, dzieło o charakterze encyklopedycznym. Jest to zawierający 383 rozdziały, a napisany przez 25 autorów greckich Zbiór pism licznych ojców, wyjaśnienia niejasnych miejsc Ewangelii, w apostole i księgach wyłożone pokrótce dla pamięci i gotowej odpowiedzi. Około 970 roku dzieło to zostało wywiezione na Ruś przez wojów Światosława, a następnie w 1073 roku przepisane na zamówienie księcia Światosława Jarosławowicza.

### Patriarchat Bułgarii
Po niepowodzeniu planów związanych ze zdobyciem Konstantynopola w 913 roku Symeon podjął w następnych latach starania o wyniesienie metropolity Presławia do godności patriarchy, czemu sprzeciwiał się między innymi stary biskup Klemens z Ochrydy. Po zwycięstwie nad rzeką Achelo Symeon zwołał w 919 roku synod biskupów Kościoła bułgarskiego, który obrał patriarchę. Ponieważ aspirował do tytułu cesarskiego potrzebował własnego patriarchy, który mógłby go namaścić na cesarza. Patriarcha Konstantynopola Mikołaj Mistyk próbował listownie zaapelować do Symeona o zachowanie pokoju i jedności. Ostatecznie jednak Roman Lekapen uznał, po śmierci Mikołaja Mistyka, w traktacie pokojowym z 924 roku, istnienie niezależnego patriarchatu bułgarskiego i patriarchy Damiana z Dorostolon.

### Działalność budowlana

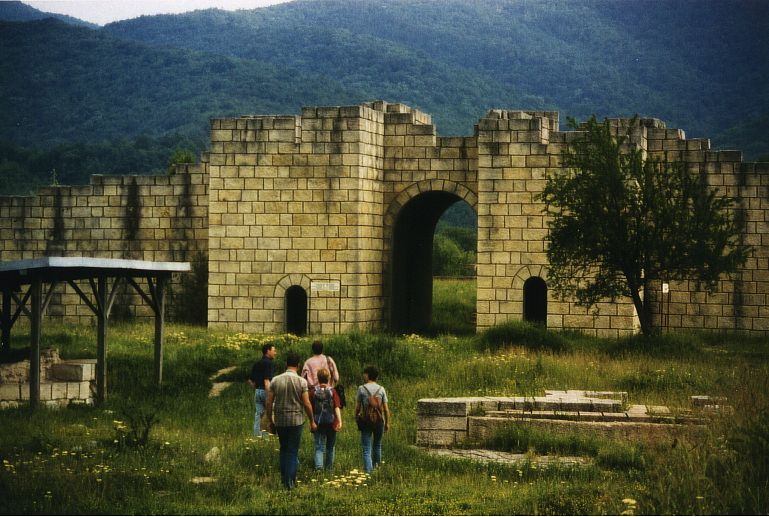
Ruiny Presławia

Z prowadzonej z wielkim rozmachem działalności budowlanej Symeona, zogniskowanej głównie w Presławiu, z którego car pragnął uczynić drugi Konstantynopol niewiele przetrwało. O wspaniałości rezydencji cesarskiej – pałacu o fundamentach 30 x 20 metrów – świadczy obecnie odtworzona na nowo monumentalna kolumnada. Pałac wzniesiony na pochyłości terenu tworzył wielopoziomowy zespół budynków ozdobionych marmurowymi płytami, wyłożonych mozaikami i ozdobionych bogato malowidłami i rzeźbami przedstawiającymi lwy, gryfy i inne zwierzęta. Istnienie licznych rur na wodę i drenów świadczy, że nie zaniedbywano również spraw praktycznych. Z pałacem carskim związana była Złota albo Okrągła Cerkiew, składająca się z trzech części: rotundy z dwunastoma kolumnami, narteksu flankowanego dwiema wieżami i atrium. Ściany ozdabiały ceramiczne cegiełki o rozmaitych kształtach, a budynek przykrywała złota kopuła.

## Rodzina
Symeon był dwukrotnie żonaty. Z pierwszą żoną której imienia nie znamy miał syna Michała urodzonego przed rokiem 913. Ojciec przeznaczył go do stanu duchownego. Około 930 roku Michał zbiegł z klasztoru I stanął na czele rebelii. Zmarł w 931 roku.
Z drugą żoną, córką wpływowego bojara Georgi Sursuwuła miał trzech synów: Piotra, który w 927 roku został carem Bułgarii i władał do 969 roku; Iwana, który stanął na czele rebelii przeciw Piotrowi w 928 roku, a potem zbiegł do Bizancjum i Beniamina (Bajana), który wedle lombardzkiego historyka Liutpranda z Cremony "posiadał władzę przemieniania się w wilka lub w inne dzikie zwierzę".
Symeon miał też kilka córek, z jedną z nich miał zostać ożeniony młodziutki cesarz Konstantyn VII Porfirogeneta zgodnie z postanowieniami traktatu z 913 roku. Postanowienie to zostało unieważnione przez cesarzową Zoe, matkę Konstantyna po objęciu przez nią regencji.

### Drzewo genealogiczne[35]
|                                    |                                    |                                    |                                    |                                                |                                                |                          |                          |                          |                        |       |       |
| Borys I (zm. 907, panował 852—889) | Borys I (zm. 907, panował 852—889) | Borys I (zm. 907, panował 852—889) | Borys I (zm. 907, panował 852—889) | Maria                                          | Maria                                          | Maria                    | Maria                    | Maria                    | Maria                  | Maria | Maria |
|                                    |                                    |                                    |                                    |                                                |                                                |                          |                          |                          |                        |       |       |
|                                    |                                    |                                    |                                    |                                                |                                                |                          |                          |                          |                        |       |       |
|                                    |                                    |                                    |                                    |                                                |                                                |                          |                          |                          |                        |       |       |
| Włodzimierz (panował 889–893)      | Włodzimierz (panował 889–893)      | Gabriel (Gawrił)                   | Gabriel (Gawrił)                   |                                                |                                                | Jakub (Jakow)            | Jakub (Jakow)            | Eupraksja (Ewpraksija)   | Eupraksja (Ewpraksija) | Anna  | Anna  |
|                                    |                                    |                                    |                                    |                                                |                                                |                          |                          |                          |                        |       |       |
|                                    | 1 nieznana żona                    | 1 nieznana żona                    | 1 nieznana żona                    | Symeon I (ur. 866, zm. 927, panował 893–927)   | Symeon I (ur. 866, zm. 927, panował 893–927)   | 2 córka Georgi Sursuwuła | 2 córka Georgi Sursuwuła | 2 córka Georgi Sursuwuła |                        |       |       |
|                                    |                                    |                                    |                                    |                                                |                                                |                          |                          |                          |                        |       |       |
|                                    |                                    |                                    | 1                                  | 1                                              | 2                                              | 2                        | 2                        | 2                        | 2                      | 2     | ?     |
|                                    |                                    | Michał (zm. 931)                   | Michał (zm. 931)                   | Piotr I (ur. po 912, zm. 970, panował 927–969) | Piotr I (ur. po 912, zm. 970, panował 927–969) | Iwan                     | Iwan                     | Beniamin                 | Beniamin               | córki | córki |

## Ocena postaci
Niezwykle ciekawe źródło do poznania osobowości Symeona stanowią listy jakie wymieniał z patriarchą Mikołajem Mistykiem. Listy Mikołaja pisane bądź to wobec pochodu wojsk bułgarskich na Kostantynopol, bądź celem załagodzenia zawiedzionych planów cara na przemian pełne są raz gróźb innym razem pochlebstw. Odpowiedzi Symeona niegrzeczne lub kpiące ukazują go jako człowieka pełnego wewnętrznych sprzeczności „najbardziej zaciekłego wroga Bizancjum – a jednocześnie ojca nowej chrześcijańskiej kultury bułgarskiej”.
Symeon niewątpliwie słusznie jest uważany za najwybitniejszego władcę średniowiecznej Bułgarii. Podkreśla się jego talent polityczny i wojskowy, stworzenie podstaw mocarstwowej ekspansji Bułgarii, wielki wkład w powstanie chrześcijańskiej kultury bułgarskiej. Jednocześnie jednak w jego "niezmierzonych ambicjach" wielu autorów upatruje przyczyn kryzysu i dramatycznego upadku Bułgarii: „Pozostawił Bułgarię wyczerpaną nieustannymi wojnami, których cel – podbój Bizancjum – przerastał siły państwa”. „Mimo zdolności państwowotwórczych jakie niewątpliwie wykazał element bułgarski, okazał się on za słaby dla realizacji idei największego ze swych władców”. „Za tytuł cesarski Symeona i za wspaniałe podboje zapłacono nazbyt wysoką cenę”.